# 平戸町 (名古屋市)
平戸町（ひらとちょう）は、愛知県名古屋市中川区の地名。現行行政地名は平戸町1丁目及び平戸町2丁目。住居表示未実施。

## 地理
名古屋市中川区の中央部の東側に位置し、東に馬手町、西に大塩町、南に掛入町、北に若山町と接する。

## 世帯数と人口
2019年（平成31年）4月1日現在の世帯数と人口は以下の通りである。
| 町丁   | 世帯数 | 人口 |
| ------ | ------ | ---- |
| 平戸町 | 49世帯 | 83人 |

### 人口の変遷
国勢調査による人口の推移
| 2005年（平成17年） | 85人 | [ 6 ] |  |
| 2010年（平成22年） | 89人 | [ 7 ] |  |
| 2015年（平成27年） | 91人 | [ 8 ] |  |

## 学区
市立小・中学校に通う場合、学校等は以下の通りとなる。また、公立高等学校に通う場合の学区は以下の通りとなる。なお、小・中学校は学校選択制度を導入しておらず、番毎で各学校に指定されている。
| 丁目        | 小学校                                    | 中学校                                    | 高等学校 |
| ----------- | ----------------------------------------- | ----------------------------------------- | -------- |
| 平戸町1丁目 | 名古屋市立中島小学校 名古屋市立篠原小学校 | 名古屋市立高杉中学校 名古屋市立長良中学校 | 尾張学区 |
| 平戸町2丁目 | 名古屋市立中島小学校                      | 名古屋市立高杉中学校                      | 尾張学区 |

## その他

### 日本郵便
- 郵便番号 : 454-0864[3]（集配局：中川郵便局[11]）。